# Sainte-Radegonde, Gironde
Sainte-Radegonde là một xã thuộc tỉnh Gironde trong vùng Aquitaine tây nam nước Pháp. Xã này nằm ở khu vực có độ cao trung bình 97 mét trên mực nước biển.